# Верес (компанія)
Група компаній «Верес» — компанія у сфері FMCG, що спеціалізується на виробництві готових продуктів харчування та є лідером із виробництва овочевої консервації, соусів та джемів.

## Загальна інформація про компанію
Компанія створена 1997 року, обсяг виробництва становить понад 50 тис. тонн на рік, річний оборот — понад 120 млн $. До складу Групи компаній «Верес» входять виробничі підприємства, агрокомплекс, логістичний центр, торговельні філії в Росії та Україні.
Голова правління — Андрій Борисович Родіонцев. Власник — проросійський олігарх Вадим Новинський.

## Історія
- 27 травня 1997 року компанія «Верес» придбала свій перший завод, який знаходиться в Каневі, і почала виробництво плодоовочевих консервів.
- 2000 — компанія «Верес» придбала й відновила завод у селі Хмільна Черкаської області. У 2001 році почалися продажі консервів «Верес» у Росії.
- 2002 — збудовано й запущено в роботу сучасне підприємство з вирощування печериць — найбільший у східній Європі (Литвинецька філія ГК «Верес» — СТОВ ім. Шевченка).
- 2003 — початок роботи власних фермерських господарств на Закарпатті; компанія стала власником консервного заводу в Черкасах.
- 2004 — запущено виробництво білих і червоних соусів.
- 2005 — початок впровадження нових пакувальних технологій для традиційних категорій (хрін в упаковці дой-пак).
- 2007 — продукція «Верес» здобуває Золоту медаль на найбільшій в СНД продуктовій виставці WorldFood у Москві.
- 2008 — продукція торгової марки «Верес» експортується в 20 країн світу.
- 2011 — компанія «Верес» розширює асортимент соусів.

## Виробничі підприємства
- Канівський завод ГК «Верес» — спеціалізується на виробництві соусної групи та плодоовочевої консервації.
- Черкаський завод ГК «Верес» — спеціалізується на виробництві горошку, кукурудзи, баклажанної і кабачкової ікри.
- Хмільнянский завод ГК «Верес» — спеціалізується на виробництві овочевої консервації і маринованих печериць.
- Мукачівський завод ГК «Верес» — спеціалізується на виробництві консервованих огірків.

## Агрокомплекс
За даними на 2012 рік, Групі компаній «Верес» належить понад 7000 гектарів землі у всіх регіонах України:
- Софіївка — спеціалізується на вирощуванні хрону, гірчиці, кабачків, кукурудзи, гороху, квасолі та огірків.
- Межиріч — спеціалізується на вирощуванні гороху, кукурудзи, гірчиці, квасолі.
- Яснозір'я — спеціалізується на вирощуванні хрону, кукурудзи, гірчиці, квасолі, гороху.
- Новопетрівка — спеціалізується на вирощуванні баклажанів, перцю, томатів, капусти, гірчиці.
- Ракошино — спеціалізується на вирощуванні огірків, квасолі, перцю, гірчиці, хрону.

## Грибівництво
Литвинецька філія ГК «Верес» — СТОВ ім. Шевченка — спеціалізується на вирощуванні свіжих печериць, виробництві компосту та покривного матеріалу.